# 소링 이글
소링 이글(Soaring Eagle)은 한국 공군의 단독 훈련이다.

## 역사
2008년 시작했다. 상반기, 하반기로 매년 2회 실시한다. 한국 공군이 단독으로 실시하는 최대 규모의 훈련이다.
2007년 김은기 공군참모총장의 지시로 계획돼 2008년 11월 24일부터 해오고 있는 한국군 단독의 전역급 훈련이자 실전적 훈련의 집합체다.
소링 이글 훈련은 전시 적의 공중침투를 저지하고 대규모 공격편대군으로 적의 핵심시설을 정밀타격하는 종합전투 훈련으로 지난 2008년 이후 계속되고 있다.
시나리오에 맞춰 아군인 블루 에어(Blue Air·BA)와 가상 적군인 레드 에어(Red Air·RA)로 팀을 나눠 진행된다.
미국 레드 플래그 훈련 등 해외훈련에 참가했던 조종사들의 경험을 토대로 타국 공군훈련 양상을 반영해 훈련 성과를 제고했다.
2015년, 훈련통제단장 이범철(대령) 29전대장은 "2008년 소링이글이 시작된 이래 훈련의 수준이 점차 향상돼 이제는 미국 레드 플래그 훈련에 준하는 수준"이라고 평가했다.
청주공군기지의 제17전투비행단 제29전술개발훈련비행전대에서 훈련을 주관한다.
2015년 2월, FA-50 4대가 소링이글 훈련에 처음으로 참가했다. 청주공군기지에 직접 전개하지는 않지만 모기지인 원주공군기지의 제8전투비행단 (대한민국)을 이륙해 임무공역에서 훈련에 참가했다.

## F-35A
2019년 3월 29일, 대한민국 공군의 전략무기로 운용될 스텔스 전투기 F-35A 2대가 29일 한국에 처음 도착했다.
F-35A 40대는 모두 청주공군기지의 제17전투비행단에 배치되었다. 소링 이글 훈련을 주관하는 공군기지이다.
그러나, 문재인 정부는 F-35A의 훈련을 공개하지 않았다. 따라서, 2019년 후반기 소링 이글에 F-35A가 최초로 참가했는지 여부는 보도되지 않았다.
2022년 2월 20일, 제29전술개발훈련비행전대(이하 29전대)에서 전반기 ‘소링 이글’(Soaring Eagle) 훈련을 5일 동안 실시했다. 공군은 이 훈련을 5년 만에 공개했다. 이번 훈련에는 최신예 스텔스 전투기 F-35A를 비롯해 F-15K, F-16, KF-16, FA-50, F-4E, F-5 전투기와 KA-1 전술통제기, E-737 항공통제기, CN-235 수송기 등 항공전력 70여대, 임무요원 200여명이 참가했다.

## 북한
2022년 6월 28일, 북한 대외 선전매체 우리민족끼리는 28일 '화톳불에 뛰어드는 가련한 부나비들'이란 글에서, '소링이글' 훈련은 "윤석열 역적패당이 우리(북한)와의 군사적 대결에 사활을 걸고 덤벼들고 있으며, 호전광들의 북침전쟁 마차가 이미 제동을 잃고 빠른 속도로 질주하고 있다는 것을 뚜렷이 보여주고 있다"면서 남한에서 이뤄지는 모든 단독·연합 훈련은 "'방위'라는 미명 하에 감행되는 선제타격, 공격 위주의 북침 훈련"이라고 주장했다.

## 같이 보기
- 맥스 선더 - 한미연합 훈련. 미국 레드 플래그 훈련을 모방. 2009년 이명박 정부 시작. 2019년 문재인 정부 폐지. 2023년 윤석열 정부 부활. 전투기간 공중전 훈련.
- 비질런트 에이스 - 한미연합 훈련. 2015년 박근혜 정부 시작. 2018년 문재인 정부 폐지. 2022년 윤석열 정부 부활. 북한 700여개의 핵심 표적들을 정밀타격하는 공습 훈련.